# Francisco Posada Díaz
Francisco Posada Díaz (Bogotá, 22 de julio de 1934-5 de octubre de 1970) fue un intelectual, escritor, profesor universitario y traductor colombiano, identificado con el marxismo como herramienta analítica. Trabajo diversos temas como la historia, la filosofía y el arte. 
Posada fue un defensor del Marxismo humanista y del uso de este, como herramienta analítica. Además fue cercano al Movimiento Revolucionario Liberal (MRL) y al Partido Comunista Colombiano (PCC) sin pertenecer a ninguno.

## Biografía
Francisco Posada nació en Bogotá Colombia en el seno de una familia formada por Francisco Posada Zárate, y Cristina Díaz Sarmiento, siendo su padre muy cercano al político liberal Gabriel Turbay, candidato en las elecciones presidenciales de Colombia de 1946 por el Partido Liberal Colombiano, momento en que estuvo enfrentado al también liberal Jorge Eliécer Gaitán y al candidato por el Partido Conservador Colombiano, Mariano Ospina Pérez. Este último obtuvo la victoria después de la división liberal y puso fin a la serie de gobiernos liberales iniciada en 1930.
En 1940 Francisco Posada inició sus estudios de primaria en el Gimnasio Cecil Reddie (Bogotá), y luego pasó a cursar su bachillerato al Colegio San Bartolomé La Merced (Bogotá). En este colegio estuvo brevemente pues fue trasladado por sus padres al Gimnasio Campestre de la misma ciudad, donde se graduó de bachiller en 1950. Allí trabajo en la creación del periódico escolar. Es de destacar el hecho que la biblioteca de este centro educativo lleva actualmente su nombre. El rector del gimnasio en ese momento era Alfonso Casas Morales, quien fue parte fundamental de la formación de Posada Díaz. Posteriormente hizo la carrera de Derecho graduándose de Abogado de la Universidad del Rosario.

## Trayectoria profesional
Después de viajar a Europa (Francia y Alemania) donde estudió de 1960 a 1962, Posada regresó al país y llevó a cabo su labor docente. Fue cercano a personajes como Ricardo Samper Carrizosa, Juan Antonio Gómez, Antonio Montaña Nariño, Carlos Rincón, Santiago García, Camilo Torres Restrepo, Indalecio Liévano Aguirre y Diego Uribe Vargas.
Posada asumió el cargo de jefe del departamento de Filosofía de la Universidad Nacional de Colombia (1962-1969) y posteriormente, fue decano de la Facultad de Ciencias Humanas (UNAL Bogotá) (1969-1970) dependencia de la misma universidad. En 1958 fundó la revista Tierra Firme y a lo largo de su vida participó en la escritura de artículos y traducciones para las revistas: Mito (revista), Letras Nacionales, Documentos Políticos y Eco. En medio de su actividad como docente y pensador, el contexto del país se vio marcado por la acelerada urbanización, el surgimiento de las primeras guerrillas, el nacimiento de los programas universitarios de humanidades y ciencias sociales y el régimen político llamado Frente Nacional. 
Posada uso el Marxismo como herramienta de análisis y lo aplicó en sus múltiples trabajos académicos, haciendo importantes aportes y dejando una considerable obra.

## Fallecimiento
Como consecuencia de un cáncer, Francisco Posada falleció el 5 de octubre de 1970 en el hospital San Juan de Dios (Bogotá), siendo sepultado en el Cementerio Central de Bogotá.

## Obras
La obra de Posada es diversa y aborda temáticas como el Marxismo y la Historia.
- Posada Díaz, Francisco (2014). Textos reunidos. Bogotá: Universidad Nacional de Colombia.
- Posada Díaz, Francisco (1975). «El camino chibcha a la sociedad de clases- Familia y cultura en las comunidades chibchas». Familia y Cultura en la Sociedad Chibcha. Bogotá: Ediciones los Comuneros. Coautor con José Rosso y Sergio de Santis.
- Posada Díaz, Francisco (1971). El Movimiento Revolucionario de los Comuneros. México: Siglo Ventiuno Editores S.A (Póstumo). (Libro Completo En línea, Editado y Digitado por Álvaro Hernández Andrade. Enero 2014)
- Posada Díaz, Francisco (1969). Colombia: violencia y subdesarrollo. Bogotá: Tercer Mundo.
- Posada Díaz, Francisco (1969). Lukács, Brecht y la situación actual del realismo socialista. Buenos Aires: Galerna.
- Posada Díaz, Francisco (1968). Los orígenes del pensamiento marxista en Latinoamérica. Política y cultura en José Carlos Mariátegui. Madrid: Ciencia Nueva.
- Posada Díaz, Francisco (1967). La Estetica de Brecht. Bogotá: Universidad Nacional de Colombia.
- Olmedo, José (1963). Cuba: La revolución de América. Bogotá: Ediciones Suramericana.

## Familia
Posada contrajo matrimonio con la viuda de Jorge Gaitán Durán, Dina Moscovici (directora de cine y teatro), de nacionalidad brasileña con quien tuvo a su único hijo Juan David Posada Moscovici.
Por otra parte, su hermano mayor Jaime Posada Díaz, fue director de la sección Lecturas dominicales  del periódico El Tiempo y posteriormente Ministro de Educación en el gobierno del presidente Alberto Lleras Camargo, luego fue gobernador del departamento de Cundinamarca durante la administración del presidente Virgilio Barco Vargas. Es actualmente presidente de la Academia Colombiana de la Lengua.
A su lado estuvo siempre su hermana María Cristina Posada, compañera a lo largo de su vida, gestora cultural conocida en el medio de las Artes Plásticas como organizadora de importantes eventos tales como el "Salón de Artistas Rechazados" (1970). Fue directora de la Cinemateca Distrital Bogotá, (1979-1980). Dentro de sus múltiples actividades se destaca el trabajo por rescatar la memoria de Posada Díaz. Es madre de Diego Carrizosa Posada (director de cine), quien trabajó para la programadora estatal de televisión, Audiovisuales. (Recibió reconocimiento al Mejor Trabajo Cultural en Televisión como parte del Premio Simón Bolívar de Periodismo del año 1987), y Santiago Carrizosa Posada (biólogo) quien trabaja actualmente para la Organización de las Naciones Unidas.

## Homenajes
Para el ochenta aniversario de su nacimiento (22 de julio de 2014), se hicieron varios eventos en distintos centros educativos de Colombia. Empezando con un simposio que tuvo lugar en la Universidad Libre (Colombia) de El Socorro (Santander), los días 19 y 20 de marzo de 2014. En este evento se contó con la participación de varios historiadores quienes evocaron la memoria de Posada Díaz. Primero habló Luis Carlos Rangel Franco, docente de la facultad de derecho de la Unilibre, luego el doctor Medófilo Medina (Profesor e historiador Emérito de la Universidad Nacional de Colombia - Bogotá), posteriormente Luis Eduardo Gama Barbosa (profesor asociado de la Facultad de Filosofía de la Universidad Nacional de Colombia - Bogotá), luego Gerda de Rincón (en representación de su esposo el historiador y profesor bogotano Carlos Rincón) y María Cristina Posada de Carrizosa (hermana de Posada Díaz), quienes concluyeron este primer encuentro con una emotiva semblanza del homenajeado.
El día 28 de octubre del mismo año tuvo lugar la presentación de un libro que recopila parte de su obra bajo el título de "Textos reunidos", editado y publicado por el Centro Editorial de la Facultad de Ciencias Humanas de la Universidad Nacional de Colombia (Bogotá) bajo la supervisión de Carlos Rincón, (compañero de toda la vida del autor). El evento de entrega tuvo lugar en el auditorio Margarita González de la Facultad de Ciencias Humanas de la Universidad Nacional de Colombia. Participaron en esta ocasión los Coros de la Universidad Nacional de Colombia bajo la dirección de la Maestra Elsa Gutiérrez, el decano de Ciencias Humanas doctor Ricardo Sánchez Ángel, y el profesor asociado de la facultad de Filosofía Luis Eduardo Gama Barbosa, igualmente hablaron, el profesor Medófilo Medina y la hermana de Posada Díaz, María Cristina Posada de Carrizosa.
Adicionalmente a estos homenajes, el historiador de la Universidad de Antioquia, Esteban Morales Estrada hizo dos ponencias sobre la vida y obra de Francisco Posada Díaz. Una en la ciudad de Medellín y otra en la ciudad de Itagüí Antioquia. La primera como parte de la "V Muestra Regional de Historia", y la segunda tuvo lugar en el Centro de Historia de Itagüi.